# Wolfgang Kauer

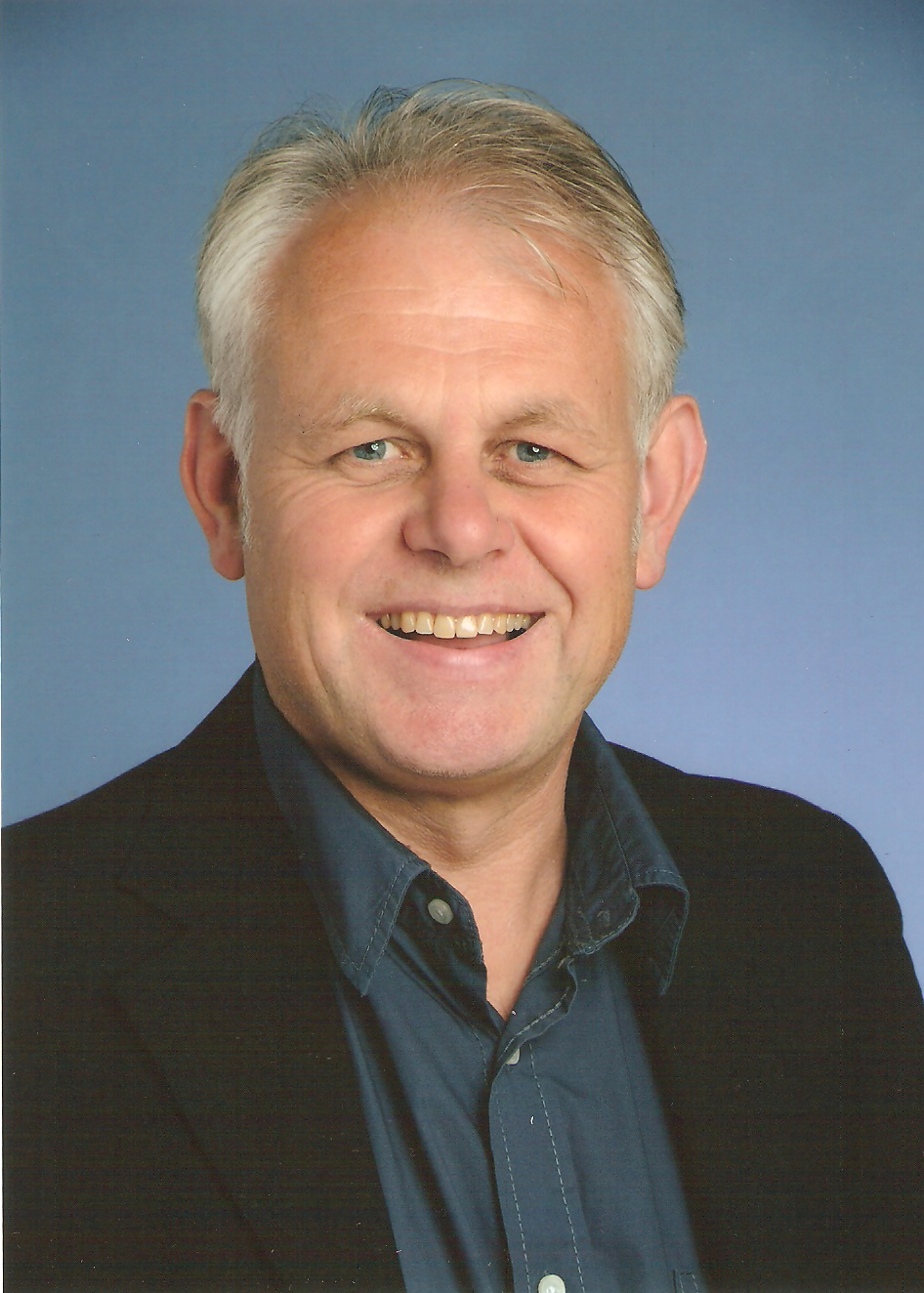
Wolfgang Kauer (2013)

Wolfgang Kauer (* 20. Februar 1957 in Linz) ist ein in Salzburg lebender österreichischer Schriftsteller. Er schreibt in erster Linie Prosa und Gedichte.

## Leben
Wolfgang Kauer besuchte das Adalbert-Stifter-Gymnasium in Linz bis zur Matura 1975. Nach dem Präsenzdienst in Oberösterreich studierte er Germanistik, Geographie und Bildnerisches Gestalten in Linz und Salzburg. Nach journalistischer Tätigkeit 1991 erste literarische Veröffentlichungen.
Wolfgang Kauer lebt in der Stadt Salzburg und arbeitete als Kunstpädagoge an Gymnasien und als Lektor an einer Linzer Kunst-Universität sowie als freier Schriftsteller. Er ist Autor von Lyrik, Prosa und Jugend-Theaterstücken, Rezensent einer niederösterreichischen Literaturzeitschrift, Stadtteil-Chronist von Salzburg-Gnigl und veranstaltet seit 2007 die Salzburger Autorenlesereihe „Freitagslektüre“. Seit vielen Jahren widmet er sich auch dem Studium der Felsritzbilder der Alpen und der Schalensteine.
Wolfgang Kauer wurde im Rahmen des jährlich durchgeführten internen Autorenwettbewerbs der Salzburger Autorengruppe 2010 von Julian Schutting zum besten und 2011 von Sabine Gruber zum zweitbesten Beitragenden gewählt. In die Spitzenränge kam er in den Folgejahren weiters unter der Jury von Bettina Balàka und Wolfgang Hermann. Der Klagenfurter Sprachwissenschafter Eberhard Riedel attestiert ihm „knappe Formulierungen, aber breit gestreute Konnotationen“. Der Salzburger Germanistikprofessor Karl Müller schätzt den musikalischen Klang von Wolfgang Kauers Metren. Dem Salzburger Germanistikprofessor Hans Höller hingegen gefallen die "leserfreundliche, sinnlich wissenschaftliche Prosa" und die "überraschenden Querverbindungen" in den Sachbüchern (vgl. die Ankündigung der Buchpräsentation am 29. Oktober 2024 im Programmheft des Literaturhauses Salzburg und die Cover-Rückseite von Wolfgang Kauers Neuerscheinung "Wohin Seelen reisen").

## Werke
Beiträge in Zeitschriften und Anthologien:
- Der Ober-Österreichische Robinson. Einige leserorientierte Betrachtungen zu den Robinsonaden, Essay, in: Linz aktiv 121, Linz 1991, S. 61–70 -->
- Der Bär und das Inselmädchen, modernes Märchen, in: Facetten, Literaturzeitschrift der Stadt Linz, Linz 1991, S. 126–128, ISBN 3-85214-561-9.
- Der Linzer Golem, Prosa, in: Facetten, Literaturzeitschrift der Stadt Linz, Linz 1992, S. 85–91, ISBN 3-85214-573-2.
- Stelzhamer, Prosa in: Meridiane. Literatur aus Oberösterreich. Bibliothek der Provinz: Weitra o. J., S. 80–81, ISBN 3-85252 082 7.
- Lyrik bewerten, Essay in: Die Zeit im Buch 3/93, Österr. Bischofskonferenz: Wien 1993, S. 99–101
- Strindbergphantasien Mondseer Ausgewanderter, Prosa, in: Die Rampe, Linz 1994/2, S. 21–41, ISBN 3-85320 679 4.
- Über Franz Josef Heinrichs Stifter-Text und darüber hinaus, Essay, in: Die Rampe, Sonderheft Franz Josef Heinrich, Linz 1995, S. 55–56, ISBN 3-85320 869 X.
- Minnesangs Ende, Prosa, in: Die Rampe, Linz 1996/2, S. 99–106, ISBN 3-85320 772-3.
- Papa auf Abwegen, Jugend-Theaterstück, Uraufführung 31. März 2001 auf dem Salzburger Mozartplatz (vgl. Salzburger Nachrichten vom 31. Mai 2001)
- Grenzüberschreitungen, Prosa, in: Facetten, Linz 2001, S. 149–159, ISBN 3-85252-403-2.
- Herzog Tassilo, Jugend-Theaterstück, Uraufführung am 20. Mai 2004 im Salzburger Gymnasium der Herz-Jesu-Missionare in Liefering (vgl. Salzburger Nachrichten vom 20. Mai 2004)
- Klagelied freier Autoren, Gedichte in: Wie es eben so ist, ohne Harfe. Eine Lyrikanthologie, hrsg. von der Salzburger Autorengruppe, Edition Eizenbergerhof: Salzburg 2005, S. 65–73, ISBN 3-901243-26-7.
- Lange Abwesenheit. Gedanken zu Tessa Rumsey., Gedicht, in: Wörterspuren. Gedichte, Wortstämme Literaturproduktionen. Linz 2009, S. 8
- Meer-Blick, 3 Gedichte, in: Querfeldein 01. Das Literaturheft des Linzer Frühlings, Linzer Frühling: Linz 2010, S. 85–87, ISBN 978-3-9519904-0-8.
- Die untere Gnigl. Fallstudie der Siedlungsgenese auf dem Alterbachschwemmkegel, in: Gnigl. Salzburger Stadtteil, hrsg. v. Sabine Veits-Falk und Thomas Weidenholzer, Salzburg 2010, S. 294–307, Schriftenreihe des Archivs der Stadt Salzburg 29, ISBN 978-3-900213-13-8.
- der geisterfahrer. ein filmisches epos. In: Aroqart Nr. 1. Zeitschrift für Film, Bild, Text, Musik. Hrsg. v. Paul Jaeg. Arovell: Gosau 2012, S. 17 ff.
- Der japanische Stifter. In: Europa erlesen: Donau. Hrsg. v. Christian Fridrich und Lojze Wieser. Wieser-Verlag: Klagenfurt/Celovec 2012, S. 153, ISBN 978-3-99029-014-9.
- 1934: Abendgebet nach der Erstkommunion. In: Mosaik. Zeitschrift für Literatur und Kultur für Studenten. Salzburg Juni 2013, Heft 7, S. 4 ff.
- Er-Oberungen. In: Mosaik. Zeitschrift für Literatur und Kultur für Studenten. Salzburg Nov. 2013, Heft 8, S. 13
- Vorstadt-Hybris. In: Mosaik. Zeitschrift für Literatur und Kultur für Studenten. Salzburg Jan. 2014, Heft 9, S. 10
- Lied von der jungen Stoffverkäuferin in der Getreidegasse. In: Mosaik. Zeitschrift für Literatur und Kultur für Studenten. Salzburg Herbst 2014, Heft 12, S. 9
- Gauguin trifft Trakl. Farbenlyrik. In: FREIBORD Special 4. Einundvierzig Jahre Freibord-Feribord-Firebord. Herausg. v. Gerhard Jaschke. Wien Okt. 2017, S. 14
- Wolfgang Kauer: Tao der Liebe. Lyrik. FREIBORD 30 - Zeitschrift für Literatur und Kunst. Hrsg. v. Gerhard Jaschke. Wien Dez. 2017, Heft Nr. 30
- Der Pilgerweg nach St. Wolfgang. In: Inklusive Leerzeichen. Eine Anthologie der Salzburger Autorengruppe. Hrsg. v. Salzburger Autorengruppe. Salzburg 2017, S. 83–89, ISBN 978-3-901243-45-5
- Schwarzer Mann aus Mattighofen. Sprachpermutative Erzählung. In: Wildleser-Almanach. Literarisches Panoptikum Nr. 2. Hrsg. v. Klaus Gasseleder. Erlangen 2017, S. 24–27, ISBN 978-3-923611-73-7
- Der Weg war das Ziel. In: Wildleser-Almanach. Literarisches Panoptikum Nr. 3. Hrsg. v. Klaus Gasseleder. Erlangen 2017, S. 50–54, ISBN 978-3-923611-74-4
- Er-Oberungen. In: Funkhaus-Anthologie. Sonderpublikation anlässlich des 50. Geburtstags von Ö1. Hrsg. v. Gerhard Ruiss u. Ulrike Stecher. Verlag Autorensolidarität: Wien 2017, S. 411
- Anders als geplant zum Wendepunkt kommen In: Anthologie der 17. Salzburger Mitglieder der grazer autorinnen- autorenversammlung. Edition GAV: Salzburg 2019, S. 36–41
- Der Hase im Mond In: Die besten Jahre verschrieben. 40 Jahre Salzburger Autorengruppe. Anthologie,  hrsg. v. Salzburger Autorengruppe: EV Leobersdorf 2021, S. 79–80, ISBN 978-3-200-07826-0
- Die Vorlieben des Erzählers beim Erzählen über ein Häschen und einen Tellerwäscher In: Die besten Jahre verschrieben. 40 Jahre Salzburger Autorengruppe. Anthologie, hrsg. v. Salzburger Autorengruppe: EV Leobersdorf 2021, S. 85–87, ISBN 978-3-200-07826-0
- Stefan Zweig und ein geistiges Europa (Essay) In: Annäherungen an Stefan Zweig. Hommage zum 140. Geburtstag. Anthologie mit Texten von Robert Kleindienst, Ludwig Laher, Elke Laznia, Klemens Renoldner, Julian Schutting, Gudrun Seidenauer, Brita Steinwendtner, Vladimir Vertlib, Gerlinde Weinmüller, O.P. Zier und bildnerischen Beiträgen von Susanna Andreini, Reiner Maria Auer, Jutta Brunsteiner, Maroine Dib, Wolfgang Eibl, Karl Hartwig Kaltner, Volker Lauth, Christiane Pott-Schlager, Paul Raas, Renate Wegenkittl und Josef Zenzmaier. Hrsg. v. Christoph Janacs, Arturo Larcati und Fritz Popp. Edition Tandem: Salzburg 2021, S. 107–121, ISBN 978-3-904068-51-2
- Das letzte Abendmahl (Der Kameramörder) In: Das große Mahl. Hrsg. v. PODIUM-Zeitschrift für Literatur. Doppelheft 205/206, Redaktion Barbara Neuwirth. EV Podium, Heidenreichstein Sept. 2022, S. 87–90, ISBN 978-3-902886-76-7
- galaktischer funkenschlag In: Science/ Fiction Hrsg. v. PODIUM-Zeitschrift für Literatur. Doppelheft 207/208, Redaktion Thomas Ballhausen. EV Podium, Heidenreichstein Mai 2023, S. 114–115, ISBN 978-3-902886-80-4
- Endlospaare und Endlosgedichte In: blätter 2022/23 hrsg. v. Salzburger Autorengruppe Redaktion Michael Burgholzer, Wolfgang Danzmayr, Ewald Ehtreiber EV Salzburg Mai 2023, S. 29–32
- DREISSIG. 30 Jahre PODIUM-Sommerlesereihe im Café Prückel Poetische Preisrede in: FREIBORD - Zeitschrift für Literatur und Kunst Nr. 161/162 Jg. 37, mit Sondergast Gerhard Rühm anlässlich des Todes seiner Frau Monika Lichtenfeld. Hrsg. v. Gerhard Jaschke. EV Wien 2023, S. 47–52
- Da Lampükopf-Rüapei - Schafkopf Rupert In: Neue Lyrik aus Österreich. Hrsg. v. Zs. PODIUM - Zeitschrift für Literatur. Doppelheft 209/210, Redaktion Patricia Brooks. EV Podium, Wien Nov. 2023, S. 88–89, ISBN 978-3-902886-81-1
- Eiskletterer In: Lesen Sie Gedichte. Lesen Sie diese Gedichte. Flugblatt zum Tag der Lyrik am 21. März 2024. Hrsg. v. Literaturkreis PODIUM, Redaktion Gerald Jatzek. EV Podium, Wien 2024
- Der Doppelgänger (Erzählung im Stil des phantastischen Realismus) In: Neues aus Kafkanien (Anthologie). Hrsg. v. Christoph Janacs und Fritz Popp. Edition Tandem, Salzburg 2024  S. 33–46, ISBN 978-3-903516-04-5
- Lassen sich im Alter von 10 Jahren Fiktion und Realität klar voneinander trennen? In: denk würdig (Anthologie der salzburger autor*innengruppe). Hrsg. v. Michael Burgholzer, Wolfgang Danzmayr, Ewald Ehtreiber und Christopher Schmall. Geschützte Werkstätten, Salzburg 2024, S. 30–34

Bücher:
- Die Donau hinauf, Maskenprosa, Verlag LinzKulturTexte, Linz 1996, ISBN 3-85214-666-6.
- Nachtseite, Satiren und Kurzgeschichten, Arovell Verlag, Salzburg/Gosau/Wien 2007, ISBN 978-3-902547-48-4.
- Azur-Fenster, Erzählungen und Lyrik mit Meerblick, Arovell Verlag, Salzburg/Gosau/Wien 2008, ISBN 978-3-902547-64-4.
- Magenta Verde, Prosa, Lyrik, Aphorismen, Arovell Verlag, Salzburg/Gosau/Wien 2009, ISBN 978-3-902547-73-6.
- Funken regen, (Zeit-)geschichtliche Prosa und filmisches Epos. Arovell Verlag, Salzburg/Gosau/Wien 2010, ISBN 978-3-902547-08-8.
- Geheimnisvoll gewinnbringend, Satiren und Erzählungen betreff Alpenvorland. Arovell Verlag, Salzburg/Gosau/Wien 2012, ISBN 978-3-902808-13-4.
- Der Code der Schnabelkanne oder Das Keltenfieber, Ikonografischer Roman über die keltische Bronze-Schnabelkanne vom Halleiner Dürrnberg. Edition Innsalz, Ranshofen 2012, Hardcover, Bd. 1 der Schnabelkannen-Romantrilogie, ISBN 978-3-902616-57-9.
- Frau Perchta und die Schnabelkanne, Ikonografischer Roman. Edition Innsalz, Ranshofen 2013, Hardcover, Bd. 2 der Schnabelkannen-Romantrilogie, ISBN 978-3-902616-85-2.
- Frau Venus auf Wanderschaft. Die Erdmutter in alpinen Felsritzbildern, Ikonografischer Roman. Edition Innsalz, Ranshofen 2015, Hardcover, Bd. 3 der 1100 Seiten umfassenden Schnabelkannen-Romantrilogie, ISBN 978-3-902981-52-3.
- Ausgewählte Gedichte, Hrsg. v. Hannes Vyoral anlässlich des 60. Geburtstags des Autors, mit e. Vorwort von Maria Herlo, Heidelberg. Podium, Wien Feb. 2017, ISBN 978-3-902886-33-0.
- Felsbilder der Ostalpen. Das Erbe der Mondfrau, Blog-Roman in Hardcover mit ca. 170 Abbildungen in Farbe. Verlag Anton Pustet: Salzburg Sept. 2017, ISBN 978-3-7025-8045-2.
- Felsbilder der Alpen. Motive im internationalen Vergleich, Sachbuch, Hardcover, 272 Seiten mit ca. 450 Abbildungen in Farbe. Verlag Anton Pustet: Salzburg 2019, ISBN 978-3-7025-0932-3.
- Kult- und Schalensteine. Zeugen der Vorgeschichte im Maurenmassiv, in den Alpen und im Granit-Hochland, Sachbuch, Hardcover, 286 Seiten mit ca. 400 Abbildungen in Farbe. Verlag Bibliothek der Provinz: Weitra Herbst 2021, ISBN 978-3-99126-042-4.
- Wohin Seelen reisen. Inspirative Jenseits-Modelle weltweit und in Petroglyphen, Sachbuch, Hardcover, 336 Seiten, 420 Abbildungen in Farbe. Verlag Bibliothek der Provinz: Weitra 2024, ISBN 978-3-99126-240-4.